# Joseph Saint-Pierre
Joseph Saint-Pierre (ca. 1709-Bayreuth, Alemania, 21 de julio de 1754) fue un arquitecto francés que trabajó principalmente en Bayreuth.
Desde 1743, Saint-Pierre trabajó como inspector principesco de la corte del margrave Federico III de Brandeburgo-Bayreuth y de su esposa Guillermina en Bayreuth, hasta que recibió un puesto permanente en 1746. El rediseño del paisaje urbano de Bayreuth a mediados del siglo XVIII se debe principalmente a su actividad edificatoria.
El eminente arquitecto Carl von Gontard, que construyó numerosos edificios en Brandeburgo-Prusia bajo Federico II, trabajó inicialmente al servicio de Saint-Pierre en el Bayreuther Hof.

## Obras
- 1743: Eremitage en Bayreuth, rediseño bajo el director de los edificios de la corte Johann Friedrich Grael, luego Johann Georg Weiß, desde 1743 Joseph Saint-Pierre.
- 1744-1745: Sanspareil: aquí una gruta, grupos de rocas, arquitectura de jardines y esculturas (junto con el escultor Giovanni Battista Pedrozzi, 1744)
- 1745-1748: Ópera del Margrave, en Bayreuth; diseño interior de Giuseppe y Carlo Galli da Bibiena.
- 1747-1748: sala de equitación en Ludwigstrasse, hoy ayuntamiento
- 1748-1750: Nueva construcción del hospital y la Spitalkirche (iglesia del hospital) en Bayreuth
- ca. 1752: fachada rococó del ayuntamiento de Kulmbach
- 1753-1758: Neues Schloss Bayreuth; Schlosskirche Bayreuth

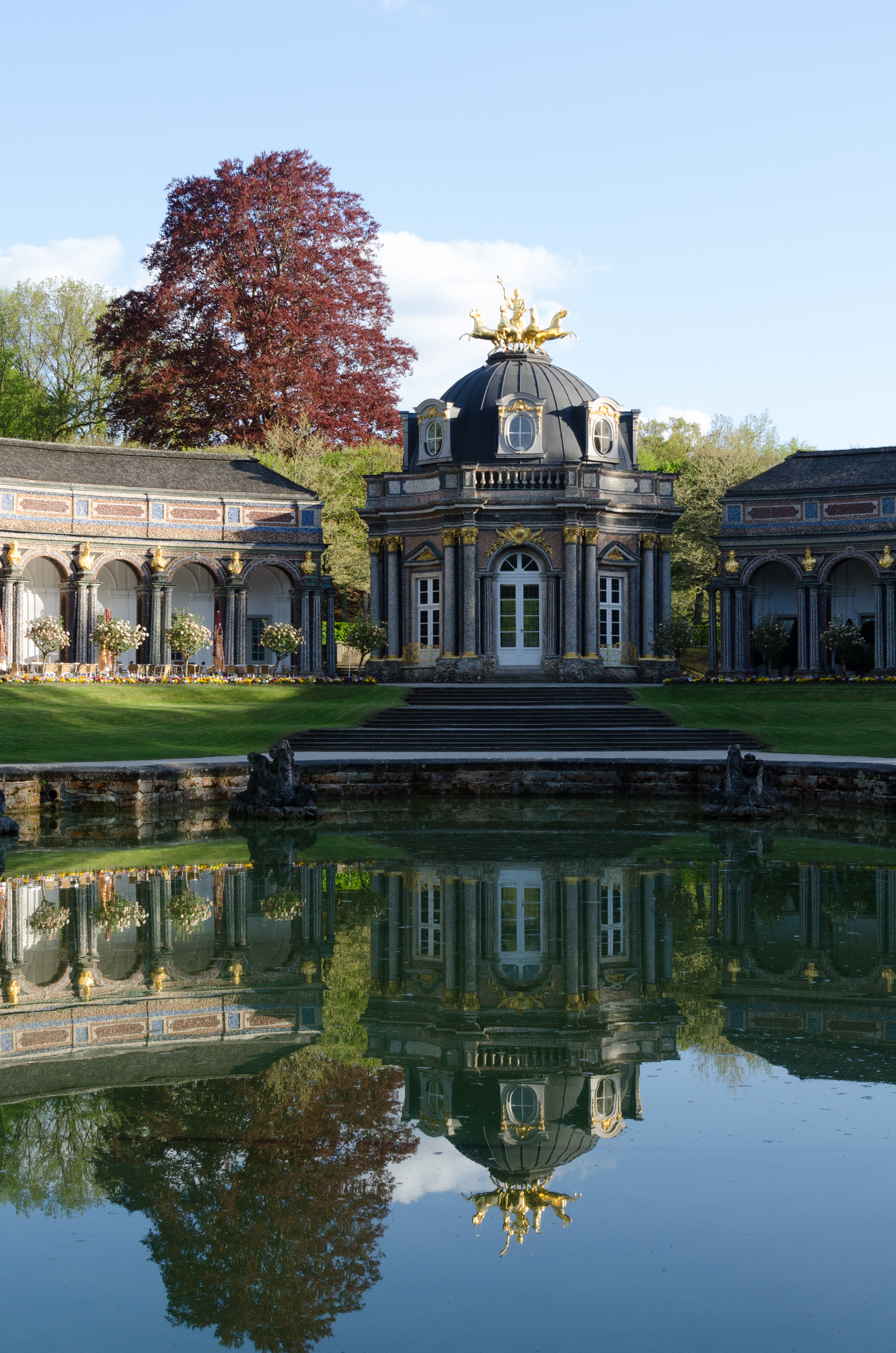
Nuevo castillo del Eremitage
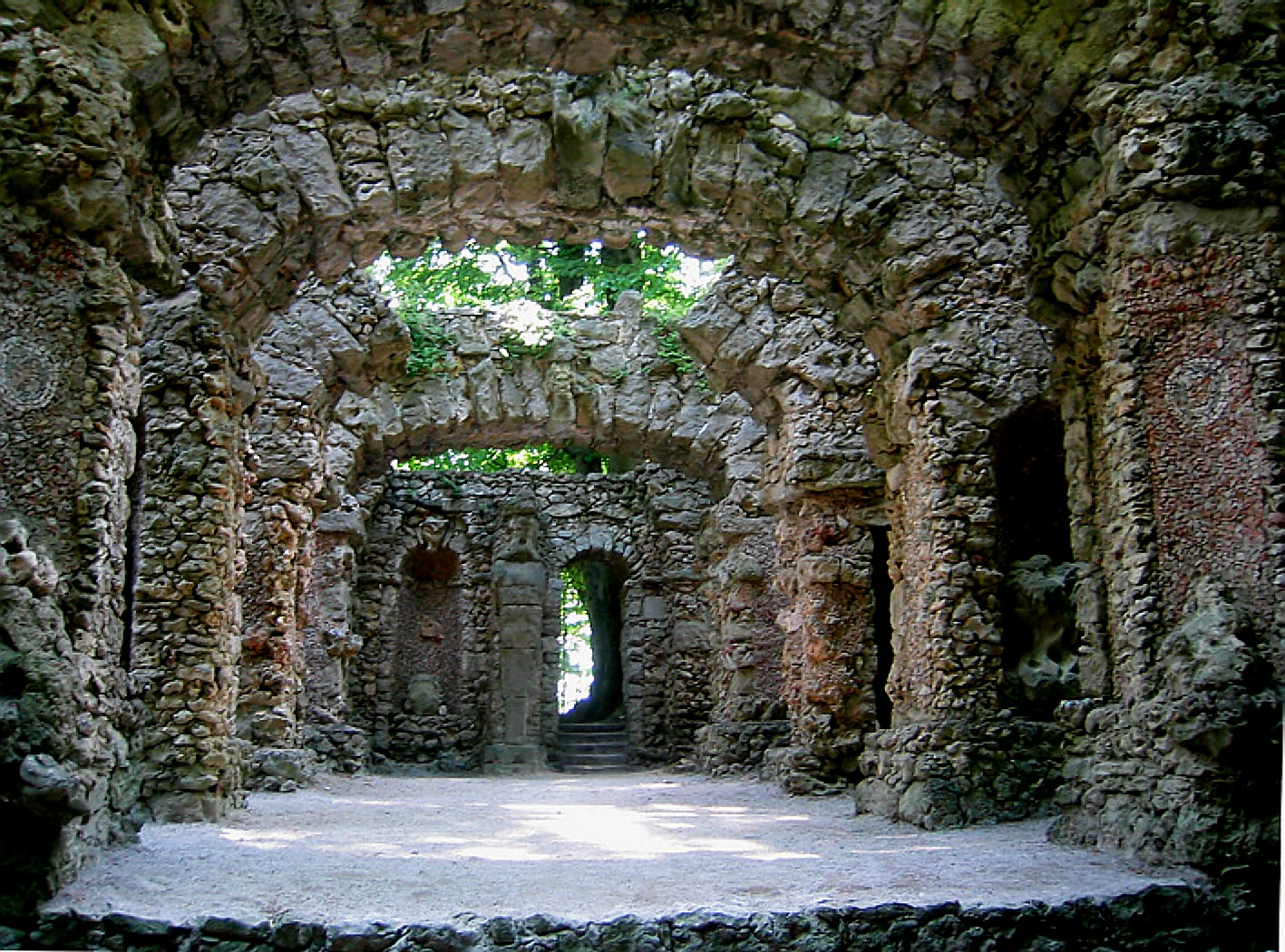
Ruinentheater im Sanspareil
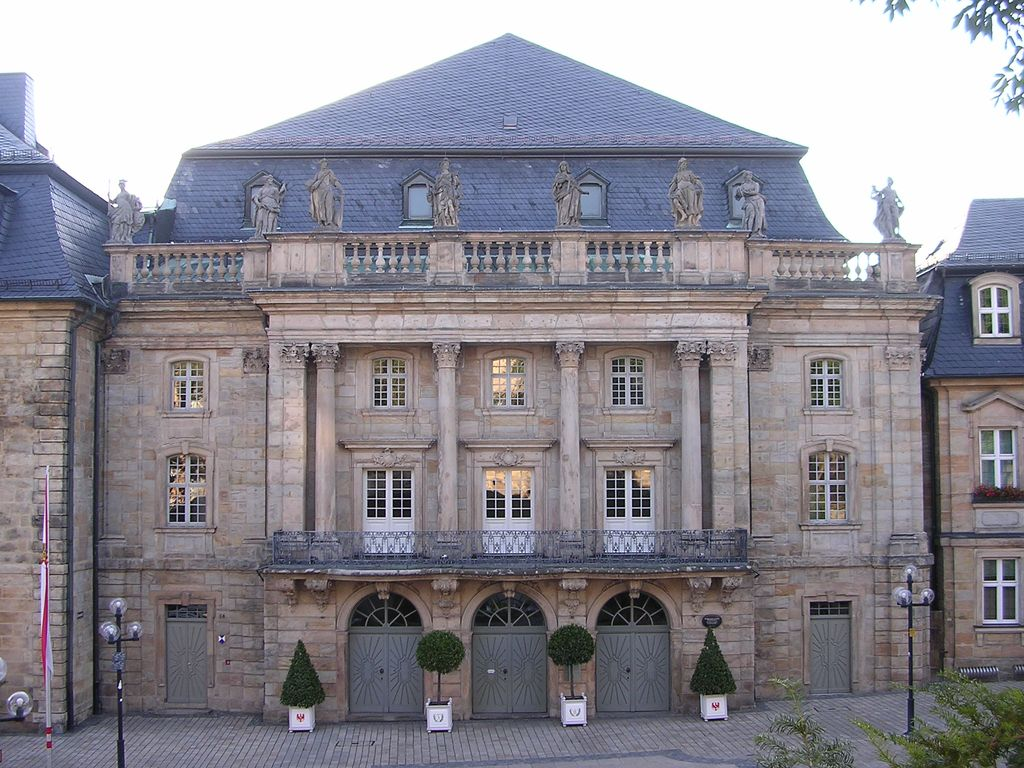
Ópera del Margrave, Bayreuth
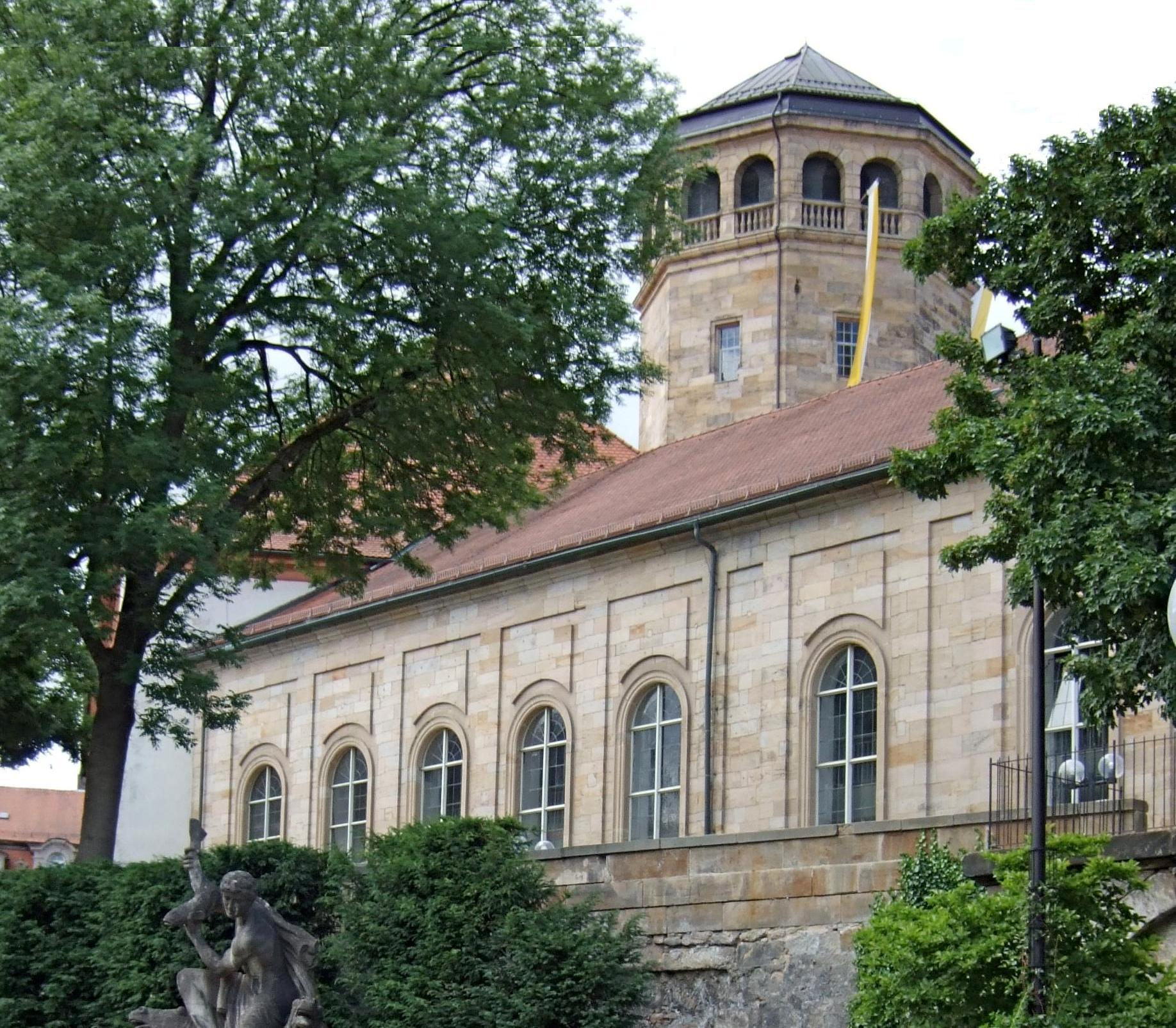
Schlosskirche Bayreuth
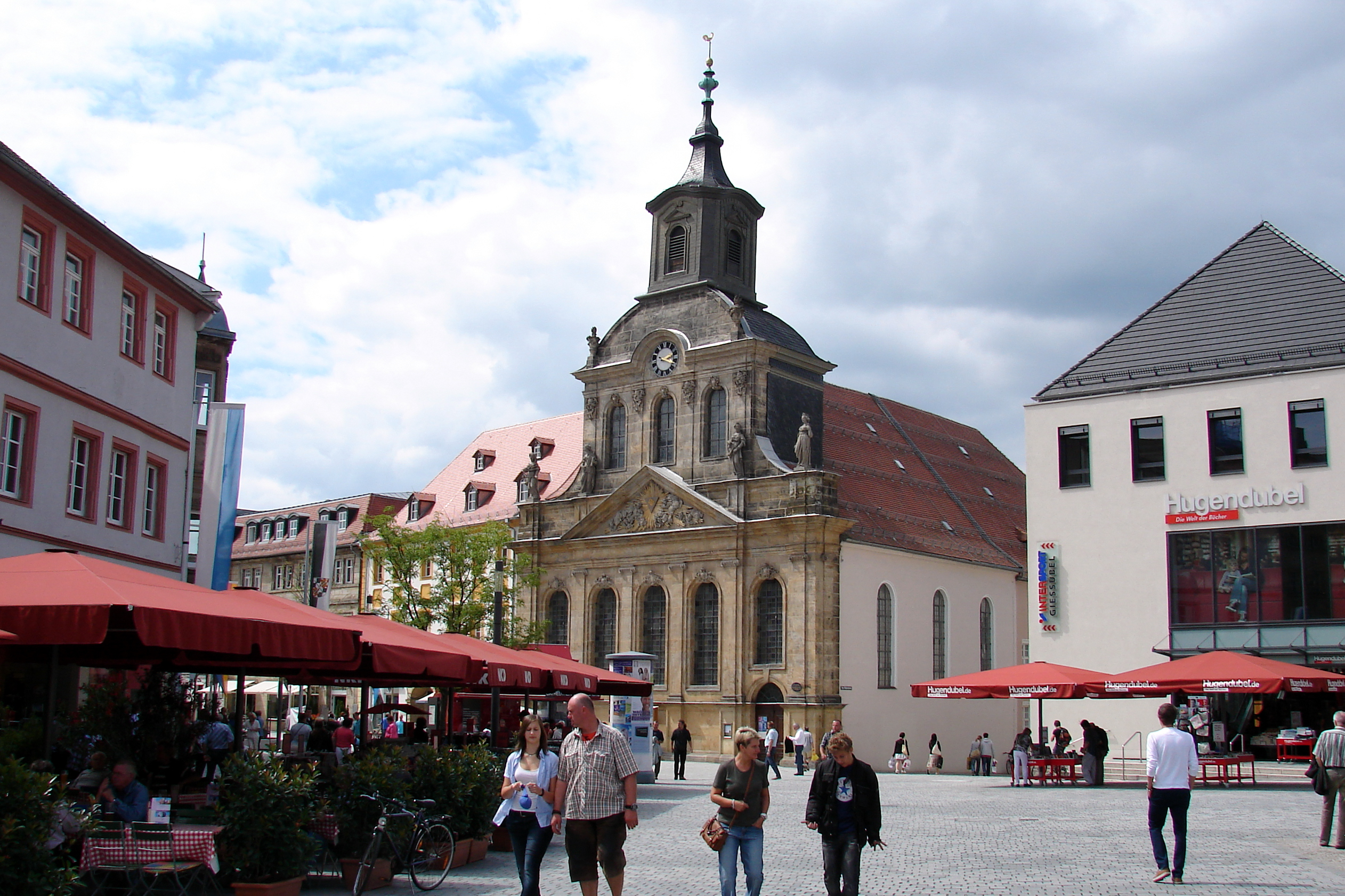
Bayreuth Spitalkirche
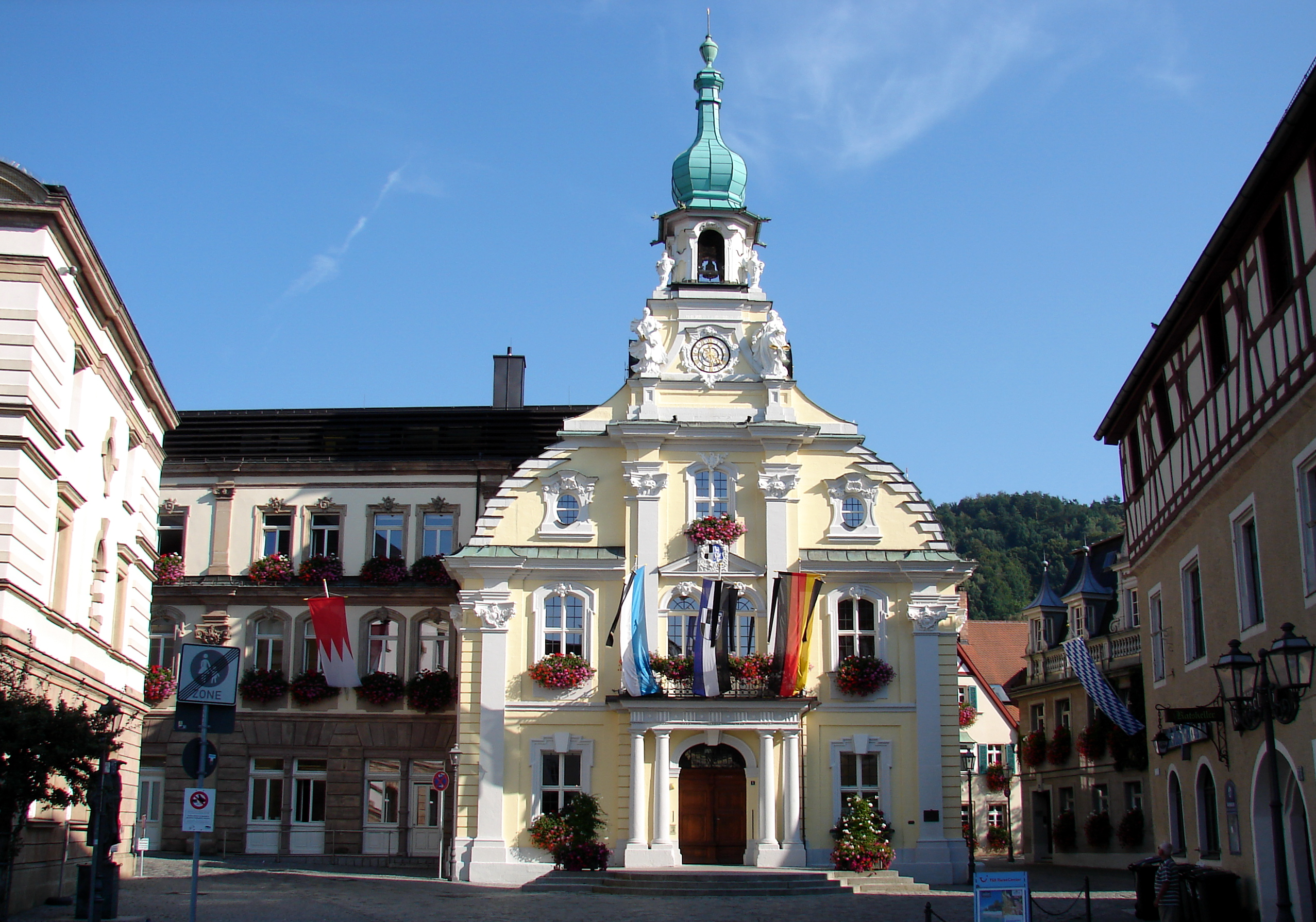
Ayuntamiento de Kulmbach